# Caenurgia runica
Caenurgia runica är en fjärilsart som beskrevs av Felder 1874. Caenurgia runica ingår i släktet Caenurgia och familjen nattflyn. Inga underarter finns listade i Catalogue of Life.